# 福原広俊
福原 広俊（ふくばら ひろとし）は、大江姓安芸福原氏の人物。同姓同名の一族が多いため下記に記す。

## 系図
福原氏は同じ名前を名乗った者が多いため、以下にまとめる。
```
福原広世
　 ┃
福原朝広
　 ┃

福原広俊 (8代当主)

　 ┃
福原貞俊（9代当主）
　 ┃

福原広俊 (10代当主）

　 ┃
福原貞俊（11代当主）
　 ┃
福原元俊（12代当主）
　 ┃

福原広俊 (13代当主)

　 ┃
福原元俊 (14代当主)
　 ┃

福原広俊 (15代当主)
```

「広」の字は安芸福原氏の祖先にあたる大江広元に由来する字であり、まずは広世・朝広・広俊（8代当主）の3代に亘り代々使用されたが、広俊（8代当主）をきっかけとして以降しばらくは「俊」の字が代々通字として用いられるようになった。その孫である広俊（10代当主）は祖父に肖ったか、もしくは従兄弟にあたる毛利興元・元就兄弟のいずれかから広元由来の｢広｣の字を賜ったかによってその名を称した。その曾孫にあたる広俊（13代当主）は毛利輝元期の人物であり、名乗りの理由も同様と考えられる（特に広俊（10代当主 / 13代当主）の代には福原氏以外にも「広」の字を与えられた家臣が多く見られる）。そして、輝元の1字を受けた13代の子の元俊 (14代当主)の代からは長州藩主の毛利氏から偏諱を受ける慣習が生まれ、その子の広俊（15代当主）は毛利綱広（輝元の孫）の代に「広」の1字を受けたため同名を名乗ることとなった。
尚、同名に関しては「福原広俊」のみならず、系図を見ての通り、「福原貞俊」や「福原元俊」と名乗った人物も複数名（2名ずつ）おり、やはり祖先に肖るか、毛利氏からの偏諱の授与によるかのいずれかによって生じたものである。

## 福原広俊 (8代当主)
福原 広俊（ふくばら ひろとし）は、室町時代中期の武将。安芸毛利氏の一族である安芸福原氏当主。
福原朝広の子として誕生。毛利興元と毛利元就の外祖父にあたる。
安芸福原氏は、毛利元春の子・広世（広俊の祖父）が長井氏に養子に入った際、その領国の地名から福原姓を名乗ったのが始まりである。元春死後、孫の毛利光房の代になると、麻原氏など他の毛利氏分家が本家からの独立色を強める中で、祖父・広世と父・朝広は毛利本家のため忠誠を尽くし、後の福原氏発展の基礎を築いた。
広俊は光房の孫である毛利豊元に兄と呼ばれるほど信任を受け重用され、同じく毛利氏庶流の坂氏と協力し麻原氏らの勢力を弱めることに成功した。豊元が夭折した後は毛利弘元の外戚となり、毛利家における福原氏の地位を不動のものにした。弘元に嫁いだ娘は興元と元就を生んでいる。
応仁の乱では西軍の山名氏に協力し、小国郷の地頭職を与えられた。長享元年（1487年）に跡目を子の貞俊に譲っている。死亡時期は永享3年（1431年）5月6日とするものがあるが、以上の経歴と矛盾することから、干支が同じ辛亥である延徳3年（1491年）に比定されている。

### 関連作品
- 毛利元就 (NHK大河ドラマ)(1997年) 演:笹野高史

## 福原広俊 (10代当主)
福原 広俊（ふくばら ひろとし）は、戦国時代の武将。安芸毛利氏の一族である安芸福原氏の第10代当主。
9代当主・福原貞俊の子として誕生。祖父は8代当主・広俊。毛利興元・元就兄弟の従兄弟にあたる。
毛利家の筆頭家老をつとめ、毛利元就の家督相続において、他の14人の宿老（署名順に中村元明、坂広秀、渡辺勝、粟屋元秀、赤川元助（元保）、井上就在、井上元盛、赤川就秀、飯田元親、井上元兼・元貞兄弟、井上元吉、桂元澄、志道広良）と共に起請文に署名した際に、筆頭として署名している。また、娘を各地の有力者に次々と嫁がせ、毛利家における福原氏の立場をさらに強化した。天文9年（1540年）、出雲国の尼子氏が安芸国に侵攻してきた際には、子の福原貞俊を郡山城に派遣し、自身は居城である鈴尾城に篭城し奮戦した。
弘治3年（1557年）、死去。
なお、広俊の次男の元正は、元就の次男・元春が吉川氏へ養子に入った際、家臣団の筆頭として同行し、吉川氏一族の宮庄氏を相続している。

## 福原広俊 (13代当主)
福原 広俊（ふくばら ひろとし）は、安土桃山時代から江戸時代初期にかけての武将。安芸毛利氏の家臣。毛利氏の一族である安芸福原氏当主。

### 豊臣政権
永禄10年（1567年）、12代当主・福原元俊の子として誕生。祖父は11代当主・福原貞俊。子は同名の14代当主・元俊（隠岐守）など。
毛利輝元に仕え、天正19年（1591年）に家督を継承する。広俊は御四人体制の消滅と五奉行の共同活動停止に伴う新たな行政機構として穂井田元清・渡辺長・安国寺恵瓊と共に四年寄として佐世元嘉・二宮就辰・林就長・内藤元栄からなる奉行との8名で惣国検地後の打渡状の署名や四年寄による有力国人領主を対象とした行政行為や重要な法の発布などに関与する。
文禄の役では天正20年（1592年）に輝元が発病し指揮をとることが困難になったことを契機に軍事指揮官の1人として起用される。文禄2年（1593年）8月に輝元・小早川隆景・吉川広家が帰国したが広俊は残留している。
慶長3年（1598年）に豊臣秀吉死没直前に実子松寿丸（のちの毛利秀就）が後継者として豊臣政権に認められると二宮・榎本元吉・堅田元慶・恵瓊とともに上方で輝元を補佐する役割を担うようになる。
慶長4年（1599年）4月13日に秀就袴着を徳川家康に頼むため、使者として派遣される。給地配分問題で毛利秀元に諫言している。
慶長5年（1600年）では口羽氏・祖式氏らを率いて安濃津城の戦いに参戦し、指揮官の1人として9月10日に南宮山に布陣する。西軍の大名離反の噂は遠く九州まで飛び交っており、輝元も恵瓊から9月12日以前より西軍の大名離反の噂の報告を受けている。
関ヶ原の戦いが1日で終結すると、戦後交渉の窓口を担い、輝元が減封されると広俊も本領を維持できず、以後は長門吉敷の地を領した。輝元は剃髪し、法名を幻庵宗瑞と号した。

### 徳川政権
関ヶ原後、戦後対策一手に引き受けることになる。
慶長7年（1602年）国司元蔵と共に正月の返納軽減及び秀就と結城秀康の縁組、慶長9年には居城の場所選定を本多正信・正純及び村越直吉・城昌茂と交渉し萩城に決定する。
慶長9年（1604年）12月頃に吉見広長が出奔すると、宗瑞は家康の側室である阿茶局の前夫との間の子・神尾守世に書状を発した。広俊も本多父子・阿茶局と神尾守世に広長の出奔の経緯について説明している。
慶長10年（1605年）、宗瑞は五郎太石事件に端を発した熊谷元直と天野元信らを粛清した。宗瑞は慶長5年以来確執のあった秀元と益田、秀元と広家を和解させるとともに、広俊以下819名の連署起請文を提出させている。この時の秀元、元祥の起請文の宛所は広俊・井原・榎本・佐世であり、宗瑞の意向を受けて広俊が中心となって挙国一致の藩体制の確立に努めている。
慶長11年（1606年）の江戸城普請には元祥と共に普請総奉行になっている。
慶長12年（1607年）から16年（1611年）の三井・蔵田検地を基にした萩藩石高決定に際しても広俊が当たり、本多父子と交渉している。
慶長13年（1608年）に慶長6年（1601年）の秀就江戸下向以降における秀就の後見役であった国司元蔵が死没、児玉元兼も病気がちになると秀就側近が手薄になったことから秀元が江戸へ赴くことになる。この春には家康養女で松平康元娘と結婚した秀元は、徳川との姻戚関係により、藩内の立場を強める。秀元との競合による指導権維持の焦りか広俊による秀元追い落とし工作などもあり、2人の不和が一層生じている。
大坂の陣の時期は、江戸城二の丸普請の大奉行の責に当たり、元俊に出陣させている。佐野道可事件が発覚すると処理に奔走する。元和元年（1615年）11月に病気になったこともあり、翌元和2年（1616年）5月に国許へ戻り、6月に児玉景唯が萩へ帰国する。この時期は江戸幕府では家康・正信の死去により正純の影響力は低下し、土井利勝と結んだ秀元の発言力が増すようになる。
元和8年（1622年）に嫡男の元俊に家督を譲って隠居し、翌年の元和9年（1623年）3月21日に死去。享年57。周防国吉敷郡吉木領地に葬られ、後に玄済寺に墓が建てられた。
子孫は代々長州藩の家老を務めた。

## 福原広俊 (15代当主)
福原 広俊（ふくばら ひろとし）は、江戸時代の武士。長州藩（毛利氏）藩士。14代当主・福原元俊（隠岐守）の子。藩主・毛利綱広より偏諱の「広」の字を受けたため、同名を称す。